# Като (Хьоґо)
Като (яп. 加東市) — місто в Японії, у префектурі Хьоґо.

## Географія
Місто Като розташоване на острові Хонсю, у південно-східній частині префектури Хьоґо. Площа 157,55 км². Через місто протікають річки Како та Тодзо. Найбільше озеро - Тодзьо. Межує з містами Нісі-Вакі, Мікі, Оно, Санда, Кайсай, Сасаяма.

## Населення
Станом на 1 квітня 2017 року населення Като становить 40 546 особи. Густота населення 257,35 ос./км². Нижче приведена діаграма зміни чисельності населення міста за даними переписів Японії.

## Символіка
Символами міста є сакура та рододендрон.

## Міста-побратими
- Олімпія, Вашингтон, США

## Галерея

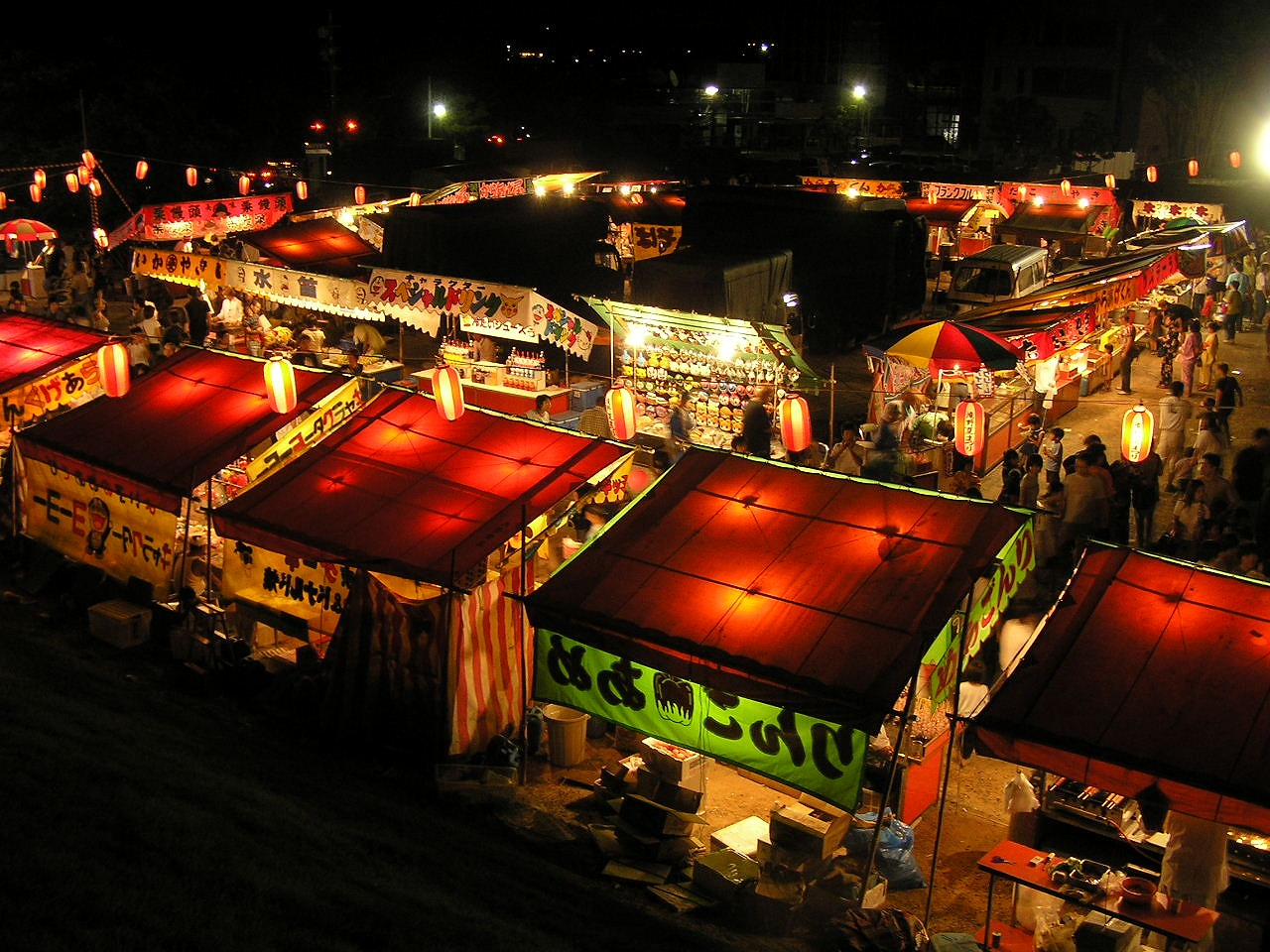
Літній фестиваль Нацумацурі
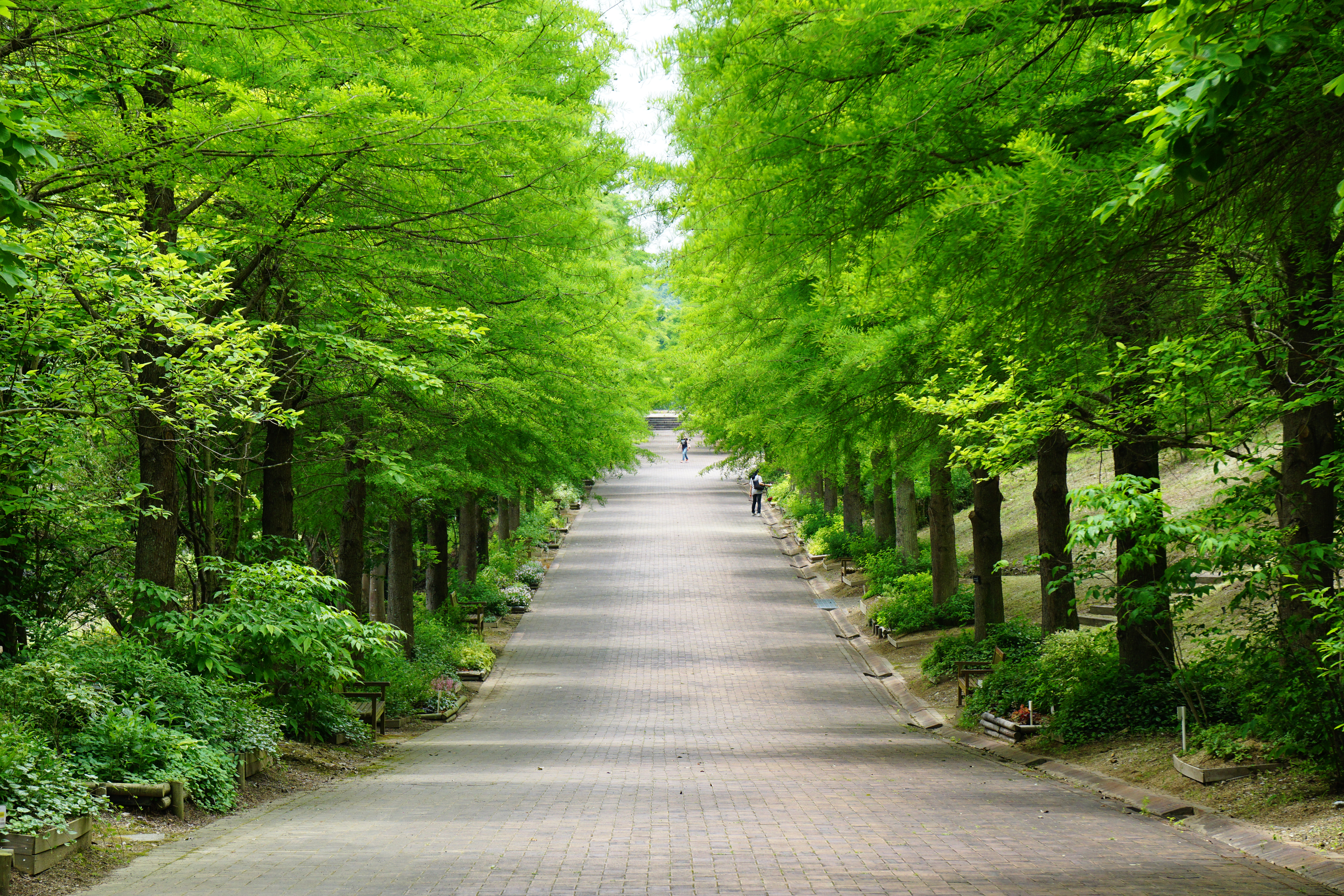
Центральний парк Харіма
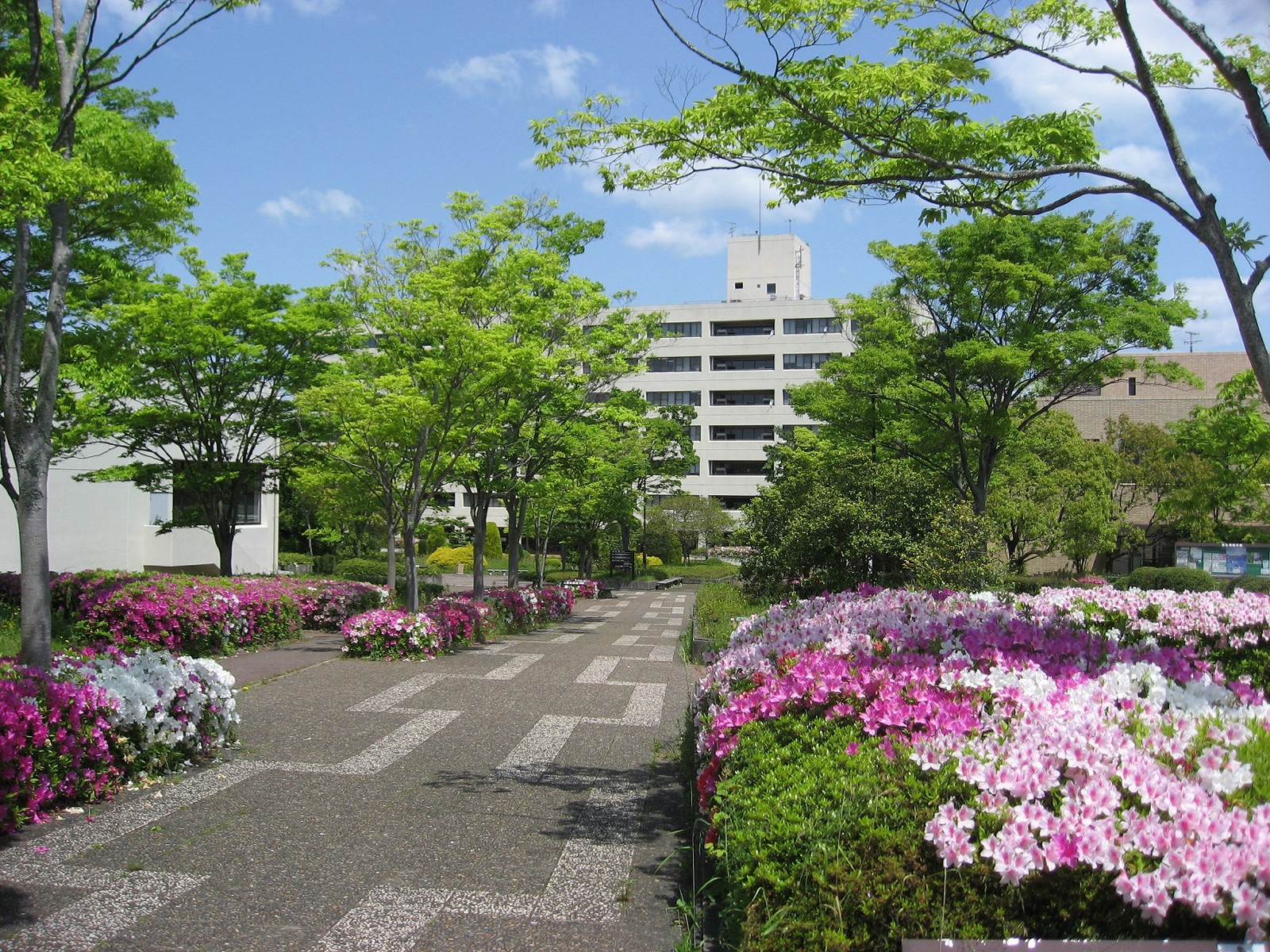
Педагогічний університет Хьоґо
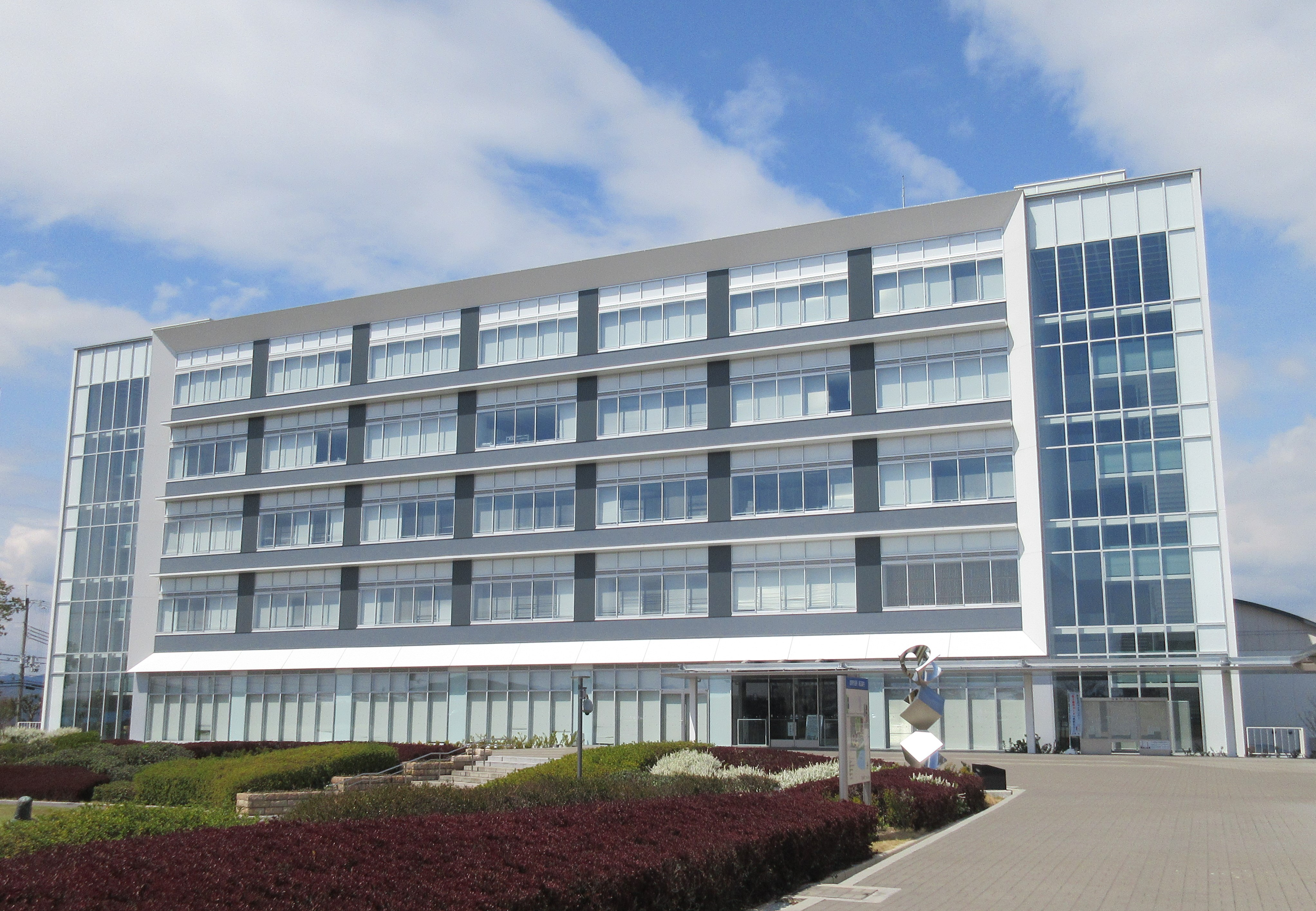
Мерія міста
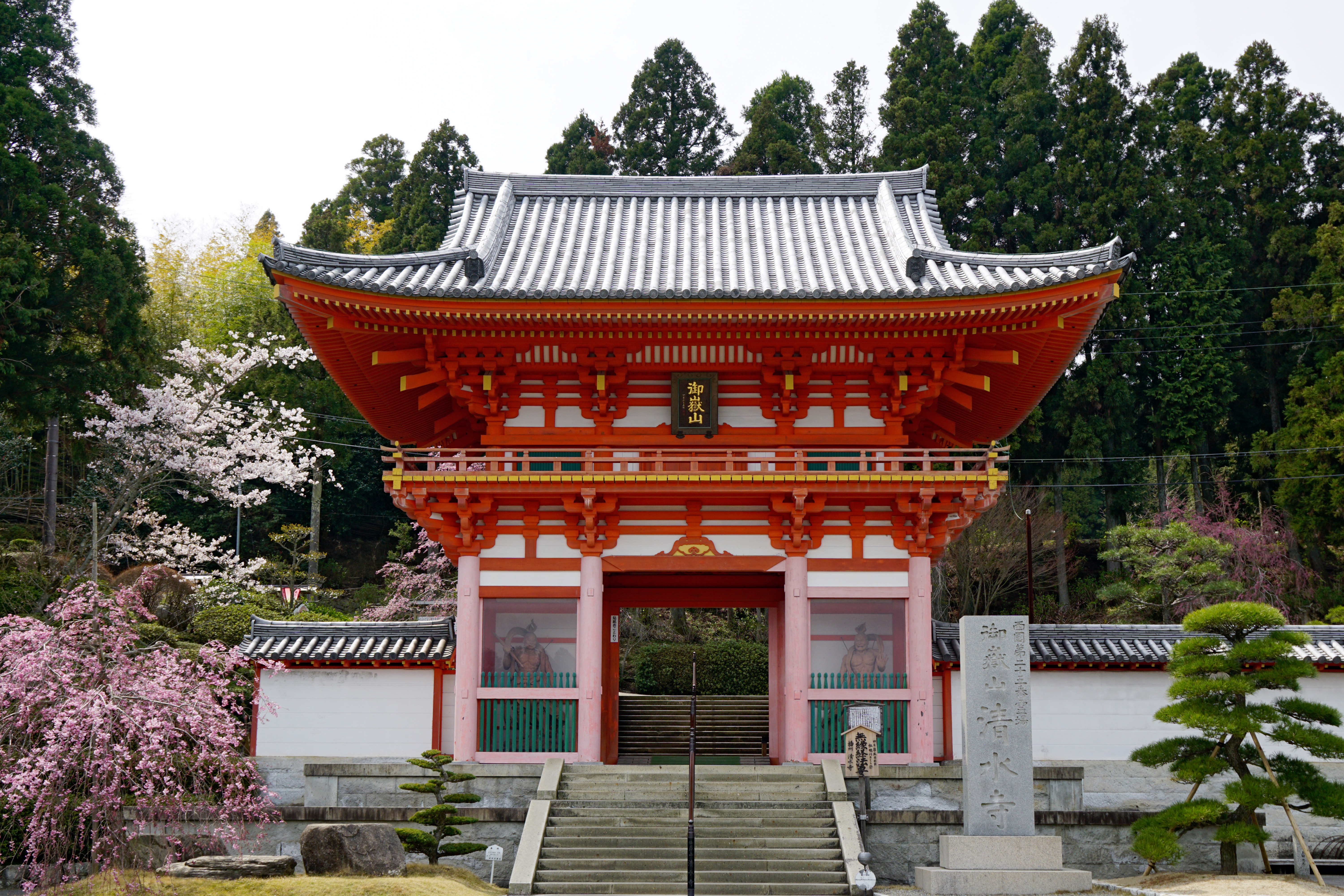
Храм Кійомідзу